# Sewerin Ekman
Sewerin Ekman, född 8 mars 1854 i Skanörs församling, Malmöhus län, död 16 april 1911 i Malmö, var en svensk grosshandlare.
Ekman, som var son till sjökaptenen, sedermera fyrmästaren Hans Pettersson och Clara Ulrika Ekman, studerade vid Lunds allmänna läroverk. Han blev i unga år biträde i firman N.J. Ohlsson seniors, f.d. Rosqvists spannmålsaffär. Därefter anställdes han på konsul Emil Flensburgs firmas kontor. Han var slutligen under ett 20-tal år själv grosshandlare under firma Sew. Ekman AB med huvudsaklig inriktning på stenkol.  Han var bland annat ledamot av Malmö hamndirektion och ledamot av styrelsen för Malmö Stuveri AB.